# Marcílio Alves Silva
Marcílio Alves da Silva (Rio de Janeiro, 11 de maio de 1976), mais conhecido como Marcílio, é um ex-futebolista brasileiro naturalizado libanês, que atuava na posição de zagueiro. Anteriormente, jogou por Bangu, Al-Akha'a, Tripoli SC, Sagesse SC, Madureira FC, Bonsucesso FC e Atlético Tubarão.

## Vida e carreira
Marcílio nasceu em 1976, na cidade do Rio de Janeiro, Rio de Janeiro, no Brasil. Ele é descendente de libaneses, e começou sua carreira como zagueiro no clube IV Centenário, posteriormente no Bangu AC. Em 1999, ele começou sua carreira profissional no clube libanês Al-Akha'a, em 2003, ele passou a jogar no clube AC Tripoli, e em 2005, seguiu para o Sagesse SC.
Em 2007, ele voltou a jogar em clubes brasileiros, passando a jogar no Madureira AC, no mesmo ano, seguiu para o clube Bangu AC. Em 2008, ele foi para o Bonsucesso FC, em 2009, ele seguiu para o Atlético Tubarão, e no mesmo ano, ele deixou de participar de clubes.

## Carreira internacional
Marcílio representou anteriormente entre 2000 a 2003, a Seleção Libanesa de Futebol na Copa da Ásia de 2000, que foi o país anfitrião mas não conseguiu se classificar à segunda fase da competição.

### Gols pela Seleção
| # | Data               | Estádio                                   | Adversário | Gols | Placar | Competição                             |
| - | ------------------ | ----------------------------------------- | ---------- | ---- | ------ | -------------------------------------- |
| 1 | 26 de maio de 2001 | Estádio Suphachalasai, Bangkok, Tailândia | Paquistão  | 1    | 8 - 1  | Eliminatórias da Copa do Mundo de 2002 |
| 2 | 28 de maio de 2001 | Estádio Suphachalasai, Bangkok, Tailândia | Sri Lanka  | 1    | 5 - 0  | Eliminatórias da Copa do Mundo de 2002 |